# Pierre de Ronsard
|  | Aquest article tracta sobre l'escriptor francès. Si cerqueu la varietat de rosa, vegeu «Pierre de Ronsard (rosa)». |

Pierre de Ronsard (1524 - 1585) és un poeta francès del Renaixement, anomenat "príncep dels poetes" pels acadèmics francòfons. Lligat a la vida diplomàtica i privilegiat pels monarques i l'èxit de públic, va consagrar gran part de la seva vida a la poesia, tant en gènere èpic com a la lírica. Fou un gran amic del també poeta i compositor tolosí Jean Rangouse. El també amic seu Jacques Mauduit li dedicà una Missa de Rèquiem. I el músic coetani seu Antoine de Bertrand (1540-1581) li musicà els seus llibres dAmours.

## Obres
- Odes el 1756 el músic Jean de Castro els posà música.[4]
- Les amours de Cassandre
- Le bocage royal
- Hymnes
- Poèmes
- La Franciade

## Traduccions al català
- Amors de Cassandra. Tria de sonets. Traducció de Begoña Capllonch. Adesiara editorial, Martorell, 2013.